# Списък на представителите на Просвещението
Това е списък на изявени личности на Просвещението, като държавите се имат предвид в нашето съвремие, а не в исторически план.

## Великобритания
- Френсис Бейкън (1561 – 1626), Лондон, Кралство Англия – политик, философ, юрист и писател. Основоположник на емпиризма (научното познание е постижимо само чрез опита) и защитник на Научната революция.
- Джон Лок (1632 – 1704), Рингтън, Англия – физик, философ и политический деятел. Смятан за един от най-влиятелните мислители на Просвещението.
- Робърт Хук (1635 – 1703), Фрешуотър, Англия – естествоиспытател-експериментатор, изобретател и микроскопист, ключова фигура в Научната революция.
- Исак Нютон (1643 – 1727), Улстхорп бай Колстъруърт, Англия – физик, математик, астроном, алхимик, философ и политик.
- Джордж Бъркли (1685 – 1753), Томастаун, Англия – философ и църковен деец. Един от видните представители на класическия идеализъм.
- Джон Уилкс (1725 – 1797), Англия – публицист и политик.
- Джеймс Кук (1728 – 1779), Мартън, Великобритания – мореплавател и пътешественик-изследовател; откривател на множество, непознати дотогава за европейците, острови и територии.
- Даниел Дефо (1660 - 1731г.), Лондон, Великобритания - писател и журналист, станал известен с романа си „Робинзон Крузо“.
- Едуард Гибън (1737 – 1794), Лондон, Англия – историк, автор на Залез и упадък на Римската империя.
- Томас Пейн (1737 – 1809), Тетфорд, Обединеното кралство – литератор, критик на Библията и абсолютната монархия.
- Мери Уолстънкрафт (1759 – 1797), Лондон, Англия, писател, философ и феминист.
- Томас Рид (1710 – 1796), Шотландия – църковен деятел и философ.
- Дейвид Хюм (1711 – 1776), Единбург, Шотландия – икономист, философ и историк.
- Джеймс Бърнет (1714 – 1799), Абърдийншър, Шотландия – юрист и философ, един от основателите на съвременната сравнителна историческа лингвистика.
- Адам Смит (1723 – 1790), Къркауди, Шотландия – икономист и философ, автор на знаменитата книга Богатството на народите.
- Джон Уилкс (1725 – 1797), Англия – публицист и политик.
- Джеймс Кук (1728 – 1779), Мартън, Великобритания – мореплавател и пътешественик изследовател; откривател на множество, непознати дотогава за европейците, острови и територии.
- Едмънд Бърк (1729 – 1797), Дъблин, Ирландия – политик и философ, един от ранните основатели на съвременния консерватизъм.
- Джеймс Босуел (1740 – 1795), Единбург, Шотландия – писател.

## Франция
- Пиер Бейл (1647 – 1706), Карпат, Франция – литературен критик, мислител и богословски критик. Един от първите европейски мислители, който се застъпва за религиозна толерантност.
- Бернар дьо Фонтенел (1657 – 1757), Руан, Франция – учен и писател-популяризатор на науката, убеден поддръжник на строгите научни методи на познание на света.
- Жак Франсоа Блондел (1683 – 1756), Руан, Франция – архитект, един от редакторите на френската енциклопедия.
- Шарл дьо Монтескьо (1689 – 1755), Франция – философ и юрист, един от авторите на теорията за разделяне на властите.
- Волтер (1694 – 1778), Париж, Франция – писател, поет, философ и историк.
- Франсоа Кене (1694 – 1774), Маре, Франция – икономист и лекар.
- Жак Никола Белин (1703 – 1772), Париж, Франция – хидрограф и географ, един от редакторите на френската енциклопедия.
- Жорж Бюфон (1707 – 1788), Монтбард, Франция – натуралист, математик, биолог и писател, автор на множество научни трудове един от които L’Histoire Naturelle.
- Жан-Жак Русо (1712 – 1778), Женева, Швейцария – писател и политически философ, автор на идеята за обществения договор.
- Дени Дидро (1713 – 1784), Лангър, Франция – литератор и философ просветител, основател на френската енциклопедия.
- Етиен Боно де Кондияк (1715 – 1780), Гренобъл, Франция – философ и писател.
- Клод Адриан Хелвеций (1715 – 1771), Париж, Франция – философ и литератор, един от идеолозите на Френската революция.
- Жан Лерон д'Аламбер (1717 – 1783), Париж, Франция – математик, физик, философ, лекар и енциклопедист, един от редакторите на френската енциклопедия. Поставя основите на математическата физика.
- Абрахам Хиацинт Анкетил-Дюперон (1731 – 1805), френски ориенталист, откривател на считаните за изгубени свещени текстове на Авестата.
- Жан-Антоан дьо Кондорсе (1743 – 1794), Рибмон, Франция – писател, математик и философ.
- Жан-Франсоа Лаперуз (1741 – 1788), Алби, Франция – морски офицер и изследовател. Изследва Японско море и открива много острови.
- Антоан Лавоазие (1743 – 1794 г.), Париж, Франция – естествоизпитател и химик, един от основателите на съвременната химия и автор на закона на Ломоносов-Лавоазие.
- Олимпия дьо Гуж (1748 – 1793), Монтобан, Франция – писател и политик, автор на „Декларация за правата на жената и гражданката“ (1791), поставяйки основите на феминизма.
- Алексис дьо Токвил (1805 – 1859), Париж, Франция – историк, мислител и политик.
- Виктор Д’Юпай (1746 – 1818), Ла Тур Дегю, Франция – писател и философ, автор на термина комунизъм.

## Германия
- Готфрид Лайбниц (1646 – 1716), Лайпциг, Германия – математик, философ и юрист, един от основоположниците на математическата логика.
- Юстус Хеннинг Бемер (1674 – 1749), Хановер, Германия – юрист и църковен реформатор.
- Християн фон Волф (1679 – 1754), Вроцлав, Германия, философ, юрист и математик.
- Йохан Винкелман (1717 – 1768), Щендал, Саксония – изкуствовед.
- Пол-Анри Дитрих Холбах (1723 – 1789), Хайдесхайм, Германия – философ енциклопедист, един от първите обявил се за атеист.
- Имануел Кант (1724 – 1804), Кьонигсберг, Прусия – философ и естествоизпитател.
- Моисей Менделсон (1729 – 1786), Десау, Германия – философ и преводач на библейски текстове. Оказва огромно влияние върху реформирането на юдаизма на 19 век.
- Готхолд Ефраим Лесинг (1729 – 1781), Каменц, Германия – драматург, критик и философ, създател на немския театър.
- Йозеф Хайдн (1732 – 1809), Рорау, Германия – композитор, баща на класическата симфония и струнния квартет.
- Томас Абът (1738 – 1766), Улм, Германия – философ, математик и писател.
- Йохан Готфрид фон Хердер (1744 – 1803), Морунген, Германия, философ – теолог и лингвист, бащата на културния национализъм.
- Адам Вайсхаупт (1748 – 1830), Инголщат, Бавария, юрист, основател на тайното общество на илюминатите.
- Йохан Волфганг фон Гьоте (1749 – 1832), Франкфурт на Майн, Германия – писател, поет, драматург, хуманист, учен, философ и политик.
- Лудвиг ван Бетховен (1770 – 1827), Бон, Германия – композитор.

## Русия
- Петър I (1672 – 1725), Москва, Русия – цар-реформатор.
- Теофан Прокопович (1681 – 1736), Киев, Русия – църковен деятел и литератор. Един от активните участници в реформаторството на Петър I в Русия.
- Василий Татишчев (1686 – 1750), Псковски уезд, Русия – историк, географ, икономист и политик.
- Михаил Ломоносов (1711 – 1765), Ломоносово, Русия – естествоизпитател и поет, един от авторите на закона на Ломоносов-Лавоазие.
- Александър Сумароков (1717 – 1777), Санкт Петербург, Русия – поет и драматург.
- Иван Шувалов (1727 – 1797), Москва, Русия – политик и меценат. Един от създателите на академически речник.
- Екатерина II (1729 – 1796), Шчечин, Прусия – императрица, меценат и литератор.
- Фьодор Волков (1729 – 1763), Кострома, Русия, актьор, основател на руския театър.
- Михаил Шчербатов (1733 – 1790), Русия – историк и публицист.
- Иван Дмитревски (1736 – 1821), Ярославъл, Русия, актьор и драматург.
- Яков Княжнин (1742 – 1791), Псков, Русия – писател и драматург.
- Гаврил Державин (1743 – 1816), Казан, Русия – поет и политик.
- Екатерина Романовна Дашкова (1743 – 1810), Санкт Петербург, Русия – литератор, президент на Руската академия на науките.
- Платон (Левшин) (1737 – 1812), Чарушниково, Русия – църковен деятел и историк.
- Николай Новиков (1744 – 1818), Авдотино, Русия – литератор и филантроп.
- Денис Фонвизин (1745 – 1792), Москва, Русия – литератор.
- Александър Радишчев (1749 – 1802), Москва, Русия – писател и философ.
- Владислав Озеров (1769 – 1816), Зубровски уезд, Русия – поет и драматург.

## Други
- Галилео Галилей (1564 – 1642), Пиза, Италия – физик, астроном, астролог и философ, считан заедно с Френсис Бейкън за основоположник на съвременния научен метод.
- Чезаре Бекариа (1738 – 1794), Милано, Италия – мислител, публицист, правовед и общественик – хуманист, един от родоначалниците на криминологичната наука. Получава известност благодарение на съчинението си За престъпленията и наказанията (1764). Критикува феодалния инквизиционен процес и мъченията като неотменим атрибут в съдебния процес.

- Барух Спиноза (1632 – 1672), Амстердам, Нидерландия – философ.
- Балтазар Бекер (1634 – 1698), Метславиер, Холандия е ключова фигура на ранното Просвещение. В своята книга De Philosophia Cartesiana (1668 г.) разделя теологията и философията като приема, че природата не може да се разбере от писанията, както и теологията да се изведе от законите на природата.

- Бенито Джеронимо Монтенегро (1674 – 1764), Каздемиро, Испания – монах, учен и есеист, привърженик на империзма.
- Бенито Фейжо (1676 – 1764), Испания – църковен деятел.
- Жозе Калестино Мутис (1732 – 1808), Кадис, Андалузия – ботаник и математик.
- Гаспар Мелчор де Ховелянос (1744 – 1811 гг.), Хихон, Испания – юрист и политик.
- Леандро дьо Моратин (1760 – 1828), Испания – драматург и преводач.

- Емануел Сведенборг (1688 – 1772), Стокхолм, Швеция – теолог и естествоизпитател.
- Иван Бецкой (1704 – 1795), Стокхолм, Швеция – политик.
- Карл Линей (1707 – 1778), Росхулт, Швеция – ботаник и зоолог, положил основите на съвременната таксономия. Той се смята и за един от бащите на съвременната екология.

- Себастиан Помбал (1699 – 1782), Португалия – политик.

- Игнаций Красицки (1735 – 1801), Дубецко, Полша – поет и църковен деятел.
- Хуго Колонтай (1750 – 1812), Велики Дедеркали, Полша – теолог и философ, един от авторите на полската конституция от 1791 г. Реформира системата на образованието в Полша.

- Бенджамин Франклин (1706 – 1790), Бостън, САЩ – общественик, учен, изобретател, журналист, издател, дипломат и философ, един от бащите-основатели на Съединените щати и автори на Декларацията за независимост. В навечерието и по време на Американската революция, той е главният говорител на британските колонии в споровете с правителството на Великобритания.
- Томас Джеферсън (1743 – 1826), Шадуел, Вирджиния – философ и политик, един от бащите-основатели на Съединените щати и автори на Декларацията за независимост, основател на Университета на Вирджиния.

- Антиох Кантемир (1708 – 1744), Истанбул, Турция – литератор и дипломат.

- Доситей Обрадович (1742 – 1811), Белград, Сърбия – писател, философ и лингвист.

- Волфганг Амадеус Моцарт (1756 – 1791), Залцбург, Австрия – композитор.